# Hochschule Hannover

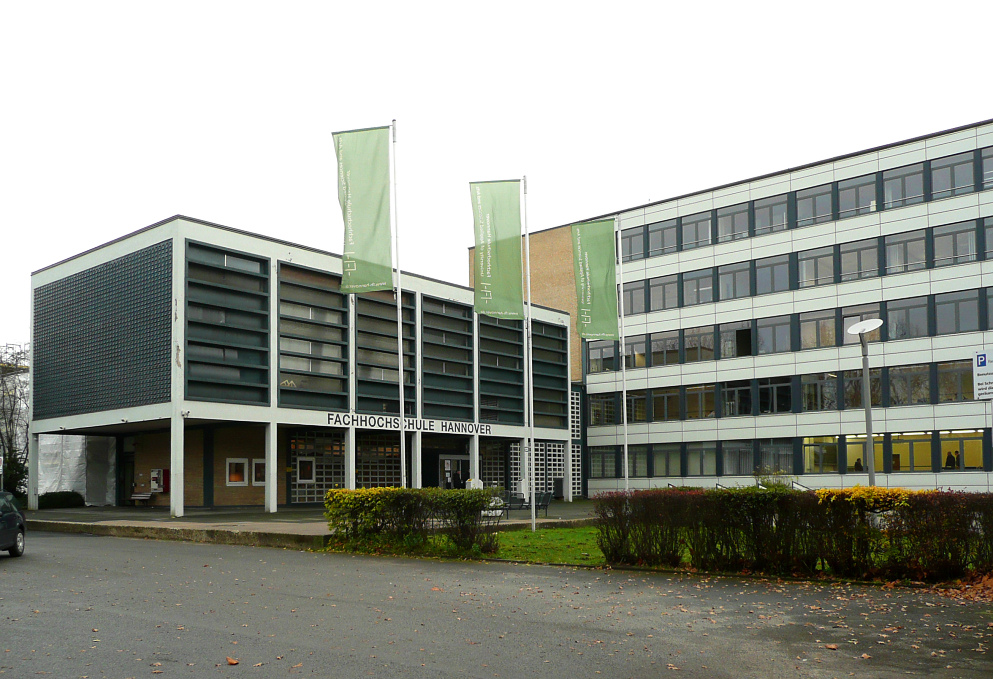
Entrée de la Fachhochschule à Ricklinger Stadtweg.

La Hochschule Hannover (HsH) est un Institut universitaire de technologie public de Basse-Saxe. À Hanovre le campus s’étend sur quatre sites différents :
- le campus principal sur le Ricklinger Stadtweg dans le quartier de Linden 52° 21′ 13″ N, 9° 43′ 27″ E,
- EXPO-Plaza 52° 19′ 14″ N, 9° 49′ 00″ E,
- Blumhardtstraße dans le quartier de Kleefeld 52° 22′ 22″ N, 9° 48′ 19″ E et
- Heisterbergallee dans le quartier d’Ahlem 52° 22′ 46″ N, 9° 40′ 22″ E)[2].

La Hochschule Hannover comptait à la rentrée 2014-15 environ 9 600 étudiants inscrits, ainsi que 620 professeurs et collaborateurs. Depuis le 12 mai 2014, le président est Josef von Helden.
Le 8 juin 2010, l'établissement a pris le nom de Hochschule Hannover,,.

## Facultés
La Hochschule Hannover regroupe cinq facultés :
- Faculté I – Génie électrique et techniques informatiques
- Faculté II – Génie mécanique et génie biologique
- Faculté III – Media, information et design

La Faculté III comporte deux départements : Design et media (DM), Information et communication (IK).
- Faculté IV – Sciences économiques et Informatique
- Faculté V – Paramédical et sciences sociales (ancienne École évangélique de Hanovre)

## Histoire

Le logo historique.

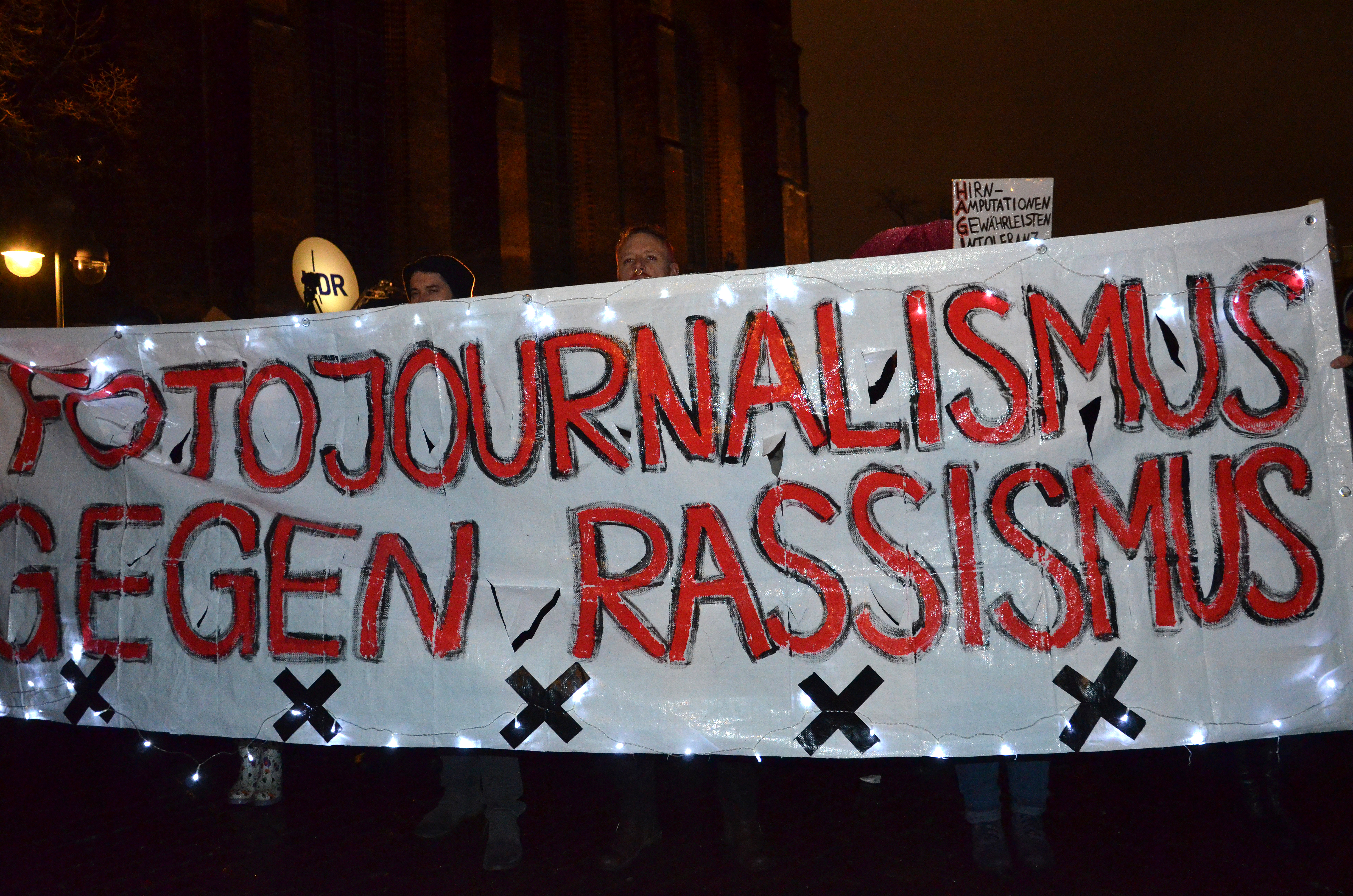
Étudiants de FH brandissant le slogan photojournalisme contre le racisme lors de la deuxième manifestation anti-PEGIDA à Hanovre.

La Fachhochschule Hannover s’est constituée le 1er août 1971 à partir de plusieurs instituts d’enseignements supérieurs plus anciens de Hanovre : le département Arts décoratifs et design est issu par exemple d’une école d’apprentissage, la vénérable Freye Handwerksschule für Lehrlinge instituée en 1791 ; le département Architecture et génie civil est le successeur de l’École Royale de la Construction de Nienburg-an-der-Weser (Königlich Hannoverschen Baugewerkschule) fondée en 1853 ; enfin les départements d’électrotechnique et de génie mécanique ont repris les activités d'écoles techniques fondées en 1892.
Le 1er septembre 2007, l’université a accueilli en son sein un établissement religieux spécialisé dans la profession hospitalière, l’Evangelische Fachhochschule Hannover, qui formait autrefois les diacres de la paroisse Saint-Étienne, pour en faire la faculté de sciences médicales et sociales.
Les départements d’arts décoratifs, d’architecture et de génie civil ont été dissous en 2008 dans le cadre des mesures de rationalisation de l'offre universitaire (HOK) du gouvernement régional de Basse-Saxe.
Selon l'accréditation du cabinet d'audit ACQUIN (fin 2010), cette université est la seule école allemande dont les cours de photojournalisme et de photographie documentaire ont un rayonnement international, ce qui en fait l'une des formations universitaires les plus réputées en photographie.

## Partenariats
Les partenariats noués dans le cadre du programme Erasmus permettent aux étudiants et enseignants de participer à des échanges avec 80 établissements d'Europe. Au-delà du continent, la Hochschule entretient des contacts étroits avec les provinces chinoises d'Anhui et de Zhejiang, la Malaisie, la Corée du Sud et la ville jumelée d'Hiroshima. La volonté de combiner étroitement théorie et pratique se traduit par des collaborations avec plusieurs entreprises en Allemagne comme à l'étranger.

## Voir également
- Bibliothèque de la Hochschule Hannover